# Давыдов, Константин Николаевич
Константин Николаевич Давыдов (18 (30) декабря 1877 — 21 июня 1960) — русский зоолог, член-корреспондент Парижской Академии наук (с 1949).

## Биография
Из старинного дворянского рода. Родился  в Зубцове в семье надворного советника Николая Константиновича Давыдова и его жены Лидии Стефановны, урождённой Любомировой. Учился в псковской гимназии, где на протяжении 4-х лет вёл самостоятельные орнитологические наблюдения, результатом которых стала его первая научная статья, появившаяся в 1886 году в «Трудах Санкт-Петербургского общества естествоиспытателей».
В 1896 году стал студентом Петербургского университета. Специализировался по зоотомическому кабинету у В. Т. Шевякова. Будучи студентом, по направлению Зоологического музея Российской Академии наук, летом 1897 и 1898 годов посещал Сирию, Палестину, Аравию, откуда привёз большую коллекцию фауны тех мест. В 1899 году за участие в февральских студенческих волнениях был арестован, а затем исключён из университета. Однако по ходатайству университетской профессуры в том же году был восстановлен.
Летом 1899 года работал на Севастопольской биологической станции, изучая регенерацию у офиур. Стажировался в Италии, на Неаполитанской зоологической станции, где изучал регенерацию у беспозвоночных (иглокожие, кольчатые черви, кишечнодышащие. После окончания университета в 1901 году, с дипломом 1-й степени, по решению физико-математического факультета был оставлен на кафедре зоологии и сравнительной анатомии «для приготовления к ученой степени». В 1902 году участвовал в зоологической экспедиции на острове Ява. В последующие годы он неоднократно выезжал за границу (на Средиземное, Красное моря), много путешествовал по России.
Его магистерская диссертация была посвящена регенерации кишечнодышащих (1906). С ноября 1910 года он стал читать лекции в Петербургском университете в звании приват-доцента; одновременно работал лаборантом в Особой зоологической лаборатории у академика А. О. Ковалевского. В период 1910—1916 годов создал собственный курс эмбриологии беспозвоночных. К моменту защиты докторской диссертации (основу диссертации составили материалы по регенерации у немертины Leneus lacteus) в ноябре 1915 года Давыдов уже имел широкую известность, которая была подкреплена выходом в свет его монографии «Курс эмбриологии беспозвоночных» (1914), за которую он получил премию академика Ахматова. Эту монографию профессор Д. Федотов оценивал как «единственный в этом роде учебник в русской литературе». Премии Ахматова была также удостоена его диссертация на соискание учёной степени доктора наук на тему «Реституция у немертин» (1915).
В апреле 1918 года физико-математический факультет Пермского университета единогласно избрал Давыдова ординарным профессором по кафедре зоологии, однако уже в декабре 1918 года он вернулся в Петроград, заняв должность, уехавшего в Крым профессора С. И. Метальникова, заведующего зоологической лабораторией Научного института имени П. Ф. Лесгафта.
В 1922 году Давыдов познакомился со своей будущей женой Агнией Юрьевной Верещагиной (1894-1964), сестрой Г. Ю. Верещагина. В декабре 1922 года он покинул Россию; через Финляндию и Германию он приехал в Париж, где С. И. Метальников, коллега Давыдова по Особой зоологической лаборатории, помог ему устроиться на работу в лаборатории профессора Сорбонны Мориса Коллери (англ. Maurice Caullery), с которым ранее он вёл научную переписку. После приезда Верещагиной, летом 1923 года, переехал в Бретань — на биологическую станцию в Роскофф. Весной 1924 года у них родился сын Юрий. Зиму Давыдов работал снова в лаборатории Коллери, получая небольшую субсидию от Сорбонны.
С мая 1925 года жил под Ниццой, в Виллафранке, где проводил исследования на бывшей русской зоологической станции. Затем работал в Баньюльс-сюр-мер (Восточные Пиренеи), в лаборатории морской биологии О. Дюбоска (фр. Octave Duboscq), где произошла встреча Давыдова с американским исследователем — хирургом А. Каррелем, который оказал содействие в получении Давыдовым гранта Рокфеллеровского фонда для поездки на Неаполитанскую станцию в 1927 году. В это время им было опубликовано «Руководство по сравнительной эмбриологии беспозвоночных» (1928), принёсшее автору мировую известность.
В 1928 году К. Н. Давыдов получил должность заведующего лабораторией морской биологии в Индокитае — Океанографическом институте Кауда близ Ня-Транга. За годы работы в этом институте (1929—1934) он, по отзывам его коллег, сделал «больше открытий, чем все зоологи, изучавшие эту страну в течение 25 лет»: им было описано свыше 140 видов губок, более 500 видов кишечнополостных и почти 100 видов мшанок; в частности, им было обнаружено десять видов чрезвычайно редких ползающих гребневиков — Ctenoplana. Работа нашла отражение в многочисленных статьях Давыдова. За работу в Индокитае ему было присуждено звание «мэтра» и ассигнованы средства на расходы по обработке коллекций.
Несмотря на научное признание семья Давыдовых жила бедно, сам Константин Николаевич испытывал ностальгию по родине; в письме 1932 года к близкому другу В. В. Редикорцеву (1873—1942) он писал:

…очень с женой грустим о России. Среди французов есть немало лиц дружески расположенных, но друзей нет и не может быть. Очень уж у нас различная психология…Очень скучаю по оставшимся в России друзьям…

В начале 1935 года Давыдов с семьёй вернулся в Париж, где смог купить небольшой 2-этажный дом в пригороде. В 1938—1939 годах он вновь работал в Индокитае. 
Вскоре после начала второй мировой войны К. Н. Давыдов получил должность руководителя работ в Национальном центре научных исследований в Париже. С 1949 года — член-корреспондент Парижской Академии наук.
Скончался 21 июня 1960 года, через 11 дней после инсульта. Похоронен на кладбище Сент-Женевьев-де-Буа.